# Джим Бетт
Джим Бетт (англ. Jim Bett, нар. 25 листопада 1959, Гамільтон) — шотландський футболіст, що грав на позиції півзахисника, зокрема, за клуби «Рейнджерс» і «Абердин», а також національну збірну Шотландії.
Триразовий володар Кубка Шотландії. Триразовий володар Кубка шотландської ліги. 

## Клубна кар'єра
У дорослому футболі дебютував 1976 року виступами за команду клубу «Ейрдрі Юнайтед», в якій провів два сезони, взявши участь у 8 матчах чемпіонату. 
Згодом з 1978 по 1980 рік був гравцем ісландського «Валюра» і бельгійського «Локерена». 
1980 року повернувся на батьківщину, уклавши контракт з «Рейнджерс». У першому сезоні в Глазго допоміг команді виграти Кубок Шотландії, а наступного — Кубок шотландської ліги.
Після трьох сезонів з «Рейнджерс» повернувся до «Локерена», за який відіграв ще два роки.
Своєю грою за останню команду привернув увагу представників тренерського штабу «Абердина», до складу якого приєднався 1985 року. Відіграв за команду з Абердина наступні дев'ять сезонів своєї ігрової кар'єри. Більшість часу, проведеного у складі «Абердина», був основним гравцем команди, з якою знову здобув Кубок Шотландії та двічі Кубок ліги.
Протягом 1994—1995 років захищав кольори клубів «КР Рейк'явік» та «Гартс».
Завершив професійну ігрову кар'єру у клубі «Данді Юнайтед», за команду якого виступав протягом 1995—1996 років.

## Виступи за збірну
1982 року дебютував в офіційних матчах у складі національної збірної Шотландії. Протягом кар'єри у національній команді, яка тривала 9 років, провів у формі головної команди країни 26 матчів, забивши 1 гол.
У складі збірної був учасником чемпіонату світу 1986 року в Мексиці (на поле не виходив) та чемпіонату світу 1990 року в Італії (одна гра — поразка 0:1 від костариканців).

## Титули і досягнення
- Володар Кубка Шотландії (3):

«Рейнджерс»: 1980-1981
«Абердин»: 1985-1986, 1989-1990
- Володар Кубка шотландської ліги (3):

«Рейнджерс»: 1981-1982
«Абердин»: 1985-1986, 1989-1990